# Arteră colică dreaptă
Artera colică dreaptă apare de la aproximativ mijlocul concavității arterei mezenterice superioare sau dintr-o tulpină comună acesteia cu artera ileocolică.
Trece la dreapta în spatele peritoneului și în fața vaselor spermatice sau ovariene interne drepte, ureterul drept și mușchiul psoas mare, spre mijlocul colonului ascendent; uneori vasul se află la un nivel superior și traversează partea descendentă a duodenului și capătul inferior al rinichiului drept.
La colon se împarte într-o ramură descendentă, care se anastomozează cu artera ileocolică, și o ramură ascendentă, care se anastomozează cu artera colică mijlocie.
Aceste ramuri formează arcuri, de la convexitatea cărora se distribuie vasele până la colonul ascendent.